# Vanessa hippomene
Vanessa hippomene (almirante-de-cauda-curta-do-sul) é uma borboleta da família Nymphalidae. Pode ser encontrada na África do Sul e Madagáscar.
A envergadura é de 45 mm em machos e 42 a 48 mm nas fêmeas. Possui dois ou três períodos de voo com pico entre abril e maio.
As larvas se alimentam das espécies Fleurya capensis, Laportia peduncularis, Pouzolia parasitica, Didymodoxa caffra e Urtica.

## Subespécies
- V. h. hippomene
- V. h. madegassorum